# Об'єднання німецьких профспілок
Об'єднання німецьких профспілок (нім. Deutscher Gewerkschaftsbund, DGB) — профцентр, член Європейської профспілкової конфедерації та Міжнародній конфедерації профспілок. Засновано в 1949 році, в 1890—1919 рр. існувала Генеральна Комісія Профспілок Німеччини (Generalkommission der Gewerkschaften Deutschlands), протягом 1919—1933 рр. — Загальне Об'єднання Німецьких Профспілок (Allgemeiner Deutscher Gewerkschaftsbund). Крім того, в цей період існували Загальна асоціація християнських профспілок (Gesamtverbandes der christlichen Gewerkschaften), що орієнтувалася на Партію центру, і Профспілкове об'єднання робітників і службовців (Gewerkschaftsrings deutscher Arbeiter-, Angestellten — und Beamtenverbände), яке орієнтувалось на Німецьку демократичну партію.
Є парасольковою асоціацією восьми профспілкових федерацій. Найбільша (6,6 млн членів) і найвпливовіша профспілкова організація Німеччини, яка об'єднує 85 % всіх робітників, які є членами яких-небудь профспілок.

## Склад
Складається з восьми галузевих профспілок:
- Промислова профспілка «Будівництво-Аграрне господарство-Екологія» (IG Bauen-Agrar-Umwelt);
- Промислова профспілка «Гірництво, Хімічна промисловість, Енергетика» (IG Bergbau, Chemie, Energie);
- Профспілка «Виховання та Наука» (Gewerkschaft Erziehung und Wissenschaft);
- Промислова профспілка IG Metall;
- Профспілка «Харчування-Делікатеси-Ресторани» (Gewerkschaft Nahrung-Genuss-Gaststätten);
- Профспілка Поліції (Gewerkschaft der Polizei);
- Профспілка Залізничників TRANSNET
- Об'єднана профспілка працівників сфери послуг Verdi.

## Роль у суспільстві
У своїй програмі Об'єднання німецьких профспілок дотримується ідеї соціальної солідарності, тобто виступає за справедливий розподіл робочих місць і доходів, соціальних субсидій, розвиток фондів накопичення, боротьбу з безробіттям, рівні шанси на успіх незалежно від походження, кольору шкіри, статі — частка жінок у ОНП — 31,9 %.
В економіці ОНП підтримують концепцію соціально орієнтованої ринкової економіки, що відповідає інтересам сформованих суспільних структур.
Серед інших пріоритетів можна назвати розвиток інфраструктури та державного сектора комунальних послуг, підтримання високої якості життя. Особлива роль у цьому, на думку ОНП, належить державі: активне державне втручання служить гарантом соціального порядку і справедливості. Державний сектор має також вирішувати питання екології і задавати норми в економічній і соціальній сферах.

## Структура
У територіальному плані ОНП складається з округів (bezirk), округи з районних асоціацій (kreisverband).
Вищий орган — Федеральний конгрес (Bundeskongress), представники земельних асоціацій можуть збиратися на Федеральний комітет (Bundesausschuss), між Федеральними конгресами — Федеральне правління (Bundesvorstand), посадові особи — Федеральний голова (Bundesvorsitzender) та заступники голови Федерального (stellvertretender Bundesvorsitzender), вищий ревізійний орган — Федеральна ревізійна комісія (Bundesrevisionskommission).
Округи
Округи відповідають групам з декількох земель.
Вищий орган округу — окружна конференція (bezirkskonferenz), між окружними конференціями — окружне правління (bezirksvorstand), посадові особи округу — окружний голова (bezirksvorsitzender) та заступники окружного голови (stellvertretender bezirksvorsitzender), ревізійний орган округу — окружна ревізійна комісія (bezirksrevisionskommission).
Районні асоціації
Районні асоціації відповідають районам, групам районів або позарайонним містах.
Вищий орган районної асоціації — конференція районної асоціації (kreisverbandskonferenz), між конференціями районних асоціацій — правління районної асоціації (kreisvorstand), посадові особи районної асоціації — районний голова (kreisvorsitzender) та заступники райного голови (stellvertretender kreisvorsitzender).
Галузеві профспілки
Галузеві профспілки складаються з округів по одній на землю або кілька земель, округу в профспілках масових професій з районних асоціацій, по одній на один або кілька районів або позарайонне місто або ж місцевих асоціацій, по одній на одне місто в районі, у профспілках концентрованих професій також з виробничих груп (betriebsgruppe), по одній на виробництво галузі, в якій є робочі-члени профспілки.
Вищий орган галузевої профспілки — профспілковий з'їзд (gewerkschatstag) (Федеральний конгрес (Bundeskongress) в ver.di, Профспілковий конгрес (Gewerkschaftskongress) IG BCE), між з'їздами — профспілковий рада (Gewerkschaftsrat або Gewerkschaftsbeirat), між профспілковими радами — головне правління (hauptvorstand) (Федеральне правління (Bundesvorstand) в ver.di, EVG, GdP, IG BAU, правління (Vorstand) в IGM), вища посадова особа — голова, вищий контрольний орган — апеляційний комітет (Beschwerdeausschuss) (федеральна арбітражна комісія (Bundesschiedskommission) в GEW, арбітражний комітет (Schiedsausschuss) IG BAU), вищий ревізійний орган галузевої профспілки — федеральна ревізійна комісія (державний контрольний комітет (Bundeskontrollausschuss) в GdP, IGM).
Округи галузевих профспілок
Округу галузевих профспілок відповідають Землі або групи Земель.
Вищий орган округу галузевої профспілки — окружна конференція, між окружними конференціями — окружне правління, вища посадова особа округу галузевої профспілки — окружний голова.
Районні асоціації галузевих профспілок
Районні асоціації галузевих профспілок відповідають районам, групами районів або позарайонним містах.
Вищий орган районної асоціації галузевої профспілки — районна конференція, між районними конференціями — районне правління, вища посадова особа районної асоціації галузевої профспілки — районний голова.
Виробничі групи галузевих профспілок
Виробничі групи галузевих профспілок концентрованих професій відповідають підприємствам і установам.
Вищий орган виробничої групи — загальні збори (mitgliederversammlung), між загальними зборами — правління виробничої групи (betriebsgruppenvorstand), вища посадова особа виробничої групи — голова виробничої групи (betriebsgruppenvorsitzender).

## Молодіжна організація
Молодіжна організація ОНП — «Молодь ОНП» (DGB-Jugend). Складається з галузевих молодіжних організацій:
- Молодь Індустріального профспілки «Метал» (IG Metall Jugend)
- Молодь Профспілки працівників сфери послуг (Ver.di Jugend)
- Молодий Профспілка «Виховання та наука» (Junge GEW)
- Молодь Профспілки «Гірнича справа, хімія та енергетика» (IGBCE-jugend)

Молодь ОНП уявляє собою систему молодіжних комітетів, яка складається з федерального молодіжного комітету (bundesjugendausschuss) і окружних молодіжних комітетів (bezirksjugendauschuss) і систему молодіжних конференцій, яка складається з федеральної молодіжної конференції (Bundesjugendkonferenzen) і окружних молодіжних комітетів (bezirksjugendausschuss).
Галузеві молодіжні організації складаються з округів. Вищий орган галузевої молодіжної організації — федеральна молодіжна конференція (bundesjugendkonferenz), між федеральними молодіжними конференціями — федеральний молодіжний комітет (bundesjugendausschuss), між федеральними молодіжними комітетами — федеральне молодіжне правління (bundesjugendvorstand), вища посадова особа галузевої молодіжної організації — федеральний молодіжний секретар (bundesjugendsekretaer).
Округи галузевих молодіжних організацій
Округ галузевих молодіжних організацій відповідає землям або частині великих земель.
Вищий орган округу галузевої молодіжної організації — окружне молодіжне загальні збори (bezirksjugendmitgliederversammlung), між окружними молодіжними загальними зборами — окружний молодіжний комітет (bezirksjugendausschuss) і окружне молодіжне правління (bezirksjugendvorstand), вища посадова особа галузевої молодіжної організації — окружний молодіжний секретар (bezirksjugendsekretaer).

## Жіноча організація
Жіноча організація ОНП — «Жінки ОНП» (DGB-Frauen). Вищий орган — федеральна жіноча конференція (bundesfrauenkonferenz), між федеральними жіночими конференціями — федеральний жіночий комітет (bundesfrauenausschuss).
В рамках галузевих профспілок можуть існувати жіночі організації.

## Федеральні голови
- Ганс Бьоклер (1949—1951)
- Християн Фетте (1951—1952)
- Вальтер Фрайтаг (1952—1956)
- Віллі Ріхтер (1956—1962)
- Людвіг Розенберг (1962—1969)
- Хайнц Оскар Веттер (1969—1982)
- Ернст Брайт (1982—1990)
- Хайнц-Мейер Веттер (1990—1994)
- Дітер Шульте (1994—2002)
- Міхаель Зоммер (2002—2014)
- Рейнер Гоффман (з 2014)